# Petros Klampanis
Petros Klampanis (* 15. Juli 1981 auf Zakynthos) ist ein griechischer, teilweise in den Vereinigten Staaten lebender Jazzmusiker (Kontrabass, auch Stimme, Glockenspiel, Komposition).

## Leben und Wirken
Klampanis wuchs auf der Insel Zakynthos mit mediterraner und balkanischer Volksmusik auf. Die Ausbildung an der Athener Polytechnischen Schule brach er zugunsten einer Musikkarriere ab und begann 2005 Kontrabass am Conservatorium van Amsterdam zu studieren. 2008 setzte er seine Studien an der New Yorker Aaron Copland School of Music des Queens College fort. Seitdem arbeitet er in New York City u. a. mit Greg Osby, Jean-Michel Pilc und Ari Hoenig. Er gastierte außerdem auf dem  North Sea Jazz Festival, bei Xjazz und dem Palatia Jazzfestival. Auf Greg Osbys Label Inner Circle Music legte er 2011 sein Debütalbum Contextual vor. 2012 trat Klampanis mit dem Liepaja Symphony Orchestra auf; sein Arrangement des griechischen Folksongs Thalassaki führte er 2013 mit dem griechischen Symphonieorchester in Athen auf. Mit Christos Rafalides wirkte er 2014 im Duo (Album Point Two). 2019 arbeitete er eigenen Trio mit  Kristjan Randalu und Bodek Janke, mit dem er auch sein Album Irrationality einspielte. Im Bereich des Jazz war er zwischen 2011 und 2019 Tom Lord zufolge an 19 Aufnahmesessions beteiligt, auch an Defne Şahins Album Unravel.

## Diskographische Hinweise
- Contextual (Inner Circle Music, 2011)
- Oded Tzur, Shai Maestro, Petros Klampanis, Ziv Ravitz: Like a Great River (Yellowbird, 2015)
- Chroma (Motéma Music, 2017, mit Gilad Hekselman, Shai Maestro, John Hadfield, Kaita Ogawa sowie Streicher)[4]
- Irrationality (Yellowbird/Enja 2019, mit Kristjan Randalu, Bodek Janke)[5]
- Oded Tzur Quartet: Here Be Dragons (Oded Tzur, Petros Klampanis, Nitai Hershkovits, Johnathan Blake, ECM, 2020)[6]
- Oded Tzur Quartet: Isabela (Oded Tzur, Petros Klampanis, Nitai Hershkovits, Johnathan Blake, ECM, 2022)
- Oded Tzur Quartet: My Prophet (Oded Tzur, Petros Klampanis, Nitai Hershkovits, Cyrano Almeida, ECM, 2024)